# Józef Teliga
Józef Teliga (ur. 9 września 1914 w Sarniej Zwoli, zm. 26 grudnia 2007 we Włoszczowie) – polski działacz społeczny i polityczny, pułkownik Armii Krajowej, działacz NSZZ „Solidarność”.

## Życiorys
Urodził się w Sarniej Zwoli, rodzinnej miejscowości swojej matki, od trzeciego roku życia mieszkał w Bielinach.
Był nauczycielem. Ukończył Seminarium Nauczycielskie w Kielcach, a potem przed II wojną światową historię na Uniwersytecie Jagiellońskim.
W czasie wojny był żołnierzem Armii Krajowej (kapitan), szefem wywiadu AK w Okręgu Radomsko-Kieleckim w latach 1943–1945 (pseudonim „Habdank”), a po rozwiązaniu AK żołnierzem i szefem wywiadu WiN na Kielecczyźnie.
W 1945 nie dojechał na słynne spotkanie przywódców Polski Podziemnej z sowieckim generałem Pimenowem w Pruszkowie i tym samym uniknął losu pozostałych, skazanych w słynnym procesie szesnastu.
Był komendantem pierwszego powojennego Marszu Szlakiem I Kompanii Kadrowej na trasie Kraków–Kielce, zorganizowanego w sierpniu 1981, a także jednym z członków założycieli Klubów Służby Niepodległości – organizacji opozycji niepodległościowej w PRL zawiązanej jesienią 1981.
Był działaczem opozycji w latach 80. We wrześniu 1980 był jednym z organizatorów Niezależnego Samorządnego Związku Zawodowego Rolników „Solidarność Wiejska” na Kielecczyźnie, współzałożycielem i członkiem władz krajowych „Solidarności Wiejskiej”, a potem jednym z twórców Ogólnopolskiego Komitetu Oporu Rolników. Był współpracownikiem Kornela Morawieckiego.
13 grudnia 1981 po wprowadzeniu stanu wojennego uniknął aresztowania, jednak 2 grudnia 1983 został aresztowany pod zarzutem kierowania nielegalnym związkiem i był przetrzymywany w więzieniu na Rakowieckiej w Warszawie, skąd zwolniono go po dwóch latach na mocy amnestii (8 maja 1985). Był najstarszym więźniem politycznym PRL, w więzieniu obchodził swoje 70 urodziny.
W 1988 został zaproszony przez Lecha Wałęsę do Komitetu Obywatelskiego. W tym samym roku na zaproszenie rządu emigracyjnego wyjechał do Londynu. Wystąpił w BBC i Radiu Wolna Europa. Był gościem zjazdu Partii Konserwatywnej Margaret Thatcher, gdzie wygłosił referat dotyczący sytuacji w Polsce. Od 1989 działał w Stowarzyszeniu Kombatantów Polskich.
W 1989 podejmował próby reaktywowania Polskiego Stronnictwa Ludowego w formie zgodnej z ideą Mikołajczyka, następnie działał w Porozumieniu na rzecz Demokratycznych Wyborów w NSZZ „Solidarność” (tzw. Porozumienie Szczecińskie), m.in. jeżdżąc po Polsce z referatami. Był działaczem Ruchu Obywatelskiego na rzecz Jednomandatowych Okręgów Wyborczych i członkiem założycielem Stowarzyszenia na rzecz Zmiany Systemu Wyborczego „JOW”.
Pod koniec życia mieszkał w Warszawie. Był honorowym członkiem Kapituły Stypendialnej Funduszu Stypendialnego im. rektora UJ ks. Karola Teligi. Sam przekazywał każdego roku pieniądze na stypendia dla uzdolnionych uczniów gminy, z której pochodził. Jeszcze w listopadzie tego roku uczestniczył w uroczystości wręczenia stypendiów uczniom w Bielinach.
Pochowany został 29 grudnia 2007 na cmentarzu Nowym w Kielcach. W uroczystościach pogrzebowych uczestniczyli licznie m.in. działacze „Solidarności Walczącej” z Kornelem Morawieckim.
Postanowieniem prezydenta RP Lecha Kaczyńskiego z 9 stycznia 2009 został pośmiertnie odznaczony Krzyżem  Komandorskim Orderu Odrodzenia Polski za wybitne zasługi dla niepodległości Rzeczypospolitej Polskiej. 6 września 2010 order ten został przekazany przez prezydenta Bronisława Komorowskiego córce płk. Teligi.